# بهزاد معزی
بهزاد معزی (۱۳۱۶-۱۳۹۹) سرهنگ‌تمام افسر خلبان نیروی هوایی ارتش ایران عضو شورای ملی مقاومت ایران بود. او ۲۳ سال سابقه خدمت در نیروی هوایی شاهنشاهی ایران داشت و سپس در طول جنگ ایران و عراق از سوی ارتش ایران علیه عراق، ۱۲۰۰ ساعت پرواز کرد. معزی را «یکی از مشهورترین خلبانان ایرانی پیش از انقلاب» می‌دانند که در آمریکا آموزش دیده بود.

## زندگی و فعالیت‌ها
معزی در ۱۷ بهمن ۱۳۱۶ در تهران به دنیا آمد. پدرش سپهبد محمود معزی بود که از افسران عالی رتبه ارتش و یکی از نوادگان قاجاریه بود.
او خلبان هواپیمای شاهین بود که پرواز محمدرضا شاه پهلوی را به مصر و سپس مراکش در جریان انقلاب ایران بر عهده داشت. او سپس با همان هواپیما از مراکش به ایران بازگشت. معزی درباره این ماجرا گفت: آخوندها هرگز مرا نمی‌بخشند» و «هیچ‌کس از من بابت خلاص شدن از شر شاه تشکر نکرد، کسی یادش نبود که این من بودم که هواپیمای ۴۵ میلیون دلاری را برای مردم ایران به کشور برگرداندم.» بنا به ادعای معزی در کتاب خاطراتش ، او از خلبانی برای یک شاه دیکتاتور متنفر بوده است. با این حال امیراصلان افشار که در این پرواز حضور داشته در مصاحبه با پروژه تاریخ شفاهی بنیاد مطالعات ایران ادعای اکراه معزی برای خلبانی شاه را غیر واقعی خوانده است و اضافه می کند او بابت هر پرواز انعامی شامل یک سکه پنج پهلوی دریافت می کرده است.امیراصلان افشار در جای دیگری از مصاحبه اش می گوید شاه به من دستور داد که به معزی و تمام خدمه هواپیمای شاهین بگویم به ایران برگردند او سپس با خنده می گوید در جواب این دستور به شاه عرض کردم قربان این هواپیما را بفروشید ولی محمدرضا پهلوی به او می گوید: تو خجالت نمی‌کشی؟من چطور هواپیمای نیروی هوایی را بفروشم؟ در حالیکه شاه نمیدانست هواپیمایشاهین بنام خودش ثبت شده بود ‌ 
معزی یکی از اعضای مخفی مجاهدین خلق بود که عضویتش در این سازمان، در نیروی هوایی ایران کشف نشده بود. او با طرح و برنامه نقص فنی و هواپیماربایی ،  از طریق پرواز اضطراری از مرز شمالی ایران ، رئیس جمهور سابق ایران، سید ابوالحسن بنی‌صدر و رییس سازمان مجاهدین مسعود رجوی را زودتر از دو جنگنده تامکت ایرانی (که برای رهگیری آنها فرستاده شده بودند)، از مرز ایران خارج و از طریق ترکیه ، قبرس و یونان به فرانسه برد. معزی پس از کودتای نوژه به زندان افتاد و سپس با شروع جنگ آزاد شد.

## درگذشت
او  در ۲۱ دی ۱۳۹۹ در سن ۸۳ سالگی بر اثر سرطان خون در پاریس درگذشت.